# Echo maxima
Echo maxima är en trollsländeart som beskrevs av Martin 1904. Echo maxima ingår i släktet Echo och familjen jungfrusländor. IUCN kategoriserar arten globalt som akut hotad. Inga underarter finns listade i Catalogue of Life.